# Камини (рэпер)
Камини Зантоко (фр. Kamini Zantoko, род. 8 декабря 1979, Ле-Нувьон-ан-Тьераш) — французский музыкант и сценарист африканского происхождения.

## Личная жизнь
Отец Камини — Сейоло Зантоко — и его семья переехали из Заира (ныне Демократическая Республика Конго) в Марли-Гомон, Франция, в 1975 году. Они с трудом ассимилировались, так как были первыми чернокожими в городе. Камини вырос там и к лету 2006 года подрабатывал медбратом. Его отец Сейоло умер ранее 2012 года.

## Карьера
Стремясь делать музыку в стиле хип-хоп, в 2006 году он написал песню о Марли-Гомон ("Marly-Gomont"). В своём музыкальном клипе, снятом в конце июня с бюджетом в 100 евро (что эквивалентно 117 евро в 2020 году), он рассказывает о сельском хозяйстве и играх со своими друзьями и односельчанами. 30 августа Камини загрузил видео и разослал рекламные объявления звукозаписывающим компаниям по электронной почте; в то же самое время продавец футболок поделился ссылкой в интернете, и к концу дня «Marly-Gomont» стал хитом. Благодаря своему любительскому вирусному видео Камини 2 ноября подписал контракт с RCA Records на издание «Marly-Gomont» и ещё двух альбомов.
В 2012 году Камини написал сценарий и озвучил автобиографический фильм «Африканский доктор» (фр. Bienvenue à Marly-Gomont, дословно — «Добро пожаловать в Марли-Гомон»), чтобы отдать дань уважения своему отцу. Он был выпущен в 2016 году, режиссёр Жюльен Рамбальди.